# Agapetinae
Sous-famille
Les Agapetinae forment une sous-famille d'insectes trichoptères, de la famille des Glossosomatidae.

## Liste des genres
Selon ITIS:
- genre  Agapetus Curtis, 1834
- genre Catagapetus McLachlan, 1884
- genre Electragapetus Ulmer, 1912